# Disease (canción)
«Disease» es una canción interpretada por la cantautora estadounidense Lady Gaga, incluida en su octavo álbum de estudio, Mayhem (2025). Fue escrita conjuntamente por la intérprete, Andrew Watt, Cirkut y Michael Polansky, mientras que la producción quedó a cargo de los tres primeros. La canción engloba los géneros dance pop, EDM, electropop, synth pop e industrial donde la cantante expresa a través de su letra el deseo de sanar a su amante, con un tinte obsesivo por ser ella la única capaz de curar su enfermedad. Su lanzamiento como sencillo tuvo lugar el 25 de octubre de 2024 a través del sello Interscope Records.
La canción recibió elogios por parte de la crítica especializada, que destacaron la producción y la voz de la artista, además de considerar que era un retorno sólido a su estilo alejado del jazz, aunque mencionaron que su letra caía en clichés. De igual manera, la compararon favorablemente con sus sencillos anteriores «Bad Romance» y «The Cure» por los temas que trata. Comercialmente, logró el puesto catorce del listado Global 200 e ingresó al top 30 en otros territorios como Brasil, Canadá, los Estados Unidos, Irlanda y el Reino Unido, entre otros. 
Su videoclip, dirigido por Tanu Muino, tuvo su estreno el 29 de octubre de 2024 a través de YouTube y muestra a la artista luchando contra diversas versiones de sí misma que representan sus miedos e inseguridades. Este recibió comentarios positivas de la crítica, que lo calificaron como «vanguardista» y obtuvo comparaciones favorables con la estética de The Fame Monster (2009). Como parte de su promoción, Gaga publicó dos versiones acústicas, tituladas «The Antidote Live» y «The Poison Live», la interpretó en un especial navideño de Carpool Karaoke y la incluyó en los conciertos promocionales de Mayhem.

## Antecedentes y lanzamiento
Gaga habló por primera vez sobre su nueva música en marzo de 2024, cuando mencionó que estaba «escribiendo algunas de las mejores canciones que puedo recordar». En mayo, HBO Max publicó el especial televisivo Gaga Chromatica Ball, donde al final se mostró un avance de un tema inédito y el mensaje «LG7. Gaga Returns». Durante el estreno del filme en Los Ángeles, Gaga explicó que el proceso de grabación de su siguiente disco inició a mediados de 2022 mientras recorría el mundo con su gira The Chromatica Ball, para luego grabar algunas de las canciones en el estudio Shangri-La en Malibú. A finales de julio, actuó en la ceremonia de apertura de los Juegos Olímpicos de París 2024 y sorprendió a varios seguidores que se encontraban fuera de su hotel en París al reproducir un fragmento de dos temas inéditos. Si bien en agosto publicó de manera sorpresiva el sencillo «Die with a Smile» en colaboración con Bruno Mars, aclaró que no se trataba del sencillo principal de su octavo álbum de estudio. El 3 de septiembre, con motivo de su visita a Italia por el estreno de Joker: Folie à Deux (2024) en el Festival de Cine de Venecia, publicó una fotografía de lo que sería su agenda para los próximos meses, donde apareció que el primer sencillo de su próximo álbum tenía previsto ser publicado en el mes de octubre de ese mismo año.
En septiembre, concedió una entrevista al periodista Jonathan Van Meter para Vogue, donde le mostró su nueva canción, que Van Meter describió como «intensa e inquietante» y que recordaba al estilo de sus primeros éxitos al combinar «una energía bailable con un toque de inquietud». El 18 de octubre, el nombre de varias canciones de la artista cambió en las diversas plataformas de streaming, donde la primera letra de cada canción apareció en minúscula y juntas creaban la palabra «Disease». La prensa notó que se trataba de un tema por cada álbum como solista que Gaga había publicado durante su carrera, que fueron «Dance in the Dark» (The Fame Monster), «I Like It Rough» (The Fame), «Sinner's Prayer» (Joanne), «Enigma» (Chromatica), «Artpop» (Artpop), «Smile» (Harlequin) y «Electric Chapel» (Born This Way). Tres días después, la artista confirmó la canción a través de su sitio web y reveló un póster promocional que incluía la hora de lanzamiento en varias ciudades para el 25 de octubre, así como algunos fragmentos de la letra. La portada del sencillo muestra a la artista posando boca abajo sobre el capó de un automóvil blanco con el título de la canción escrito al revés en pintura de calle.

## Composición y grabación
«Disease» fue escrita por conjuntamente Gaga, Andrew Watt, Cirkut y Michael Polansky, mientras que su producción estuvo a cargo de los tres primeros. Gaga había trabajado previamente con Watt en «Die with a Smile» y «Sweet Sounds of Heaven», mientras que Polansky sirvió como coescritor de varios temas de Harlequin (2024), además de ser la primera vez que trabaja con Cirkut. A modo de contraste, algunos especialistas compararon su letra con la de «The Cure» (2017), donde la cantante expresa que puede sanar a su amante, aunque con un tono más obsesivo al afirmar que ella es la única capaz de curar su enfermedad. Jake Viswanath de la revista Bustle la describió como «básicamente una película de terror». En un análisis similar, The Times of India dijo que «"Disease" se envuelve en un lado más oscuro sobre la sanación y Gaga sugiere que es la única respuesta al sufrimiento del oyente, pero su enfoque es más cruel e intenso». Para Kevin Ruiz de La Nación, «la letra aborda la idea de ser el “antídoto” en una relación complicada, mostrando una faceta más madura y serena de la artista, quien parece atravesar una etapa diferente en su vida». Sobre el proceso creativo, Gaga comentó a Rolling Stone que:

Para mí, hay algún tipo de caos en todas las formas, especialmente en como nos relacionamos con nosotros mismos y con otros. «Disease» es el inicio de ese caos que es el disco, y comenzó con esta pequeña voz en mi hombro que decía «ya no quedan lágrimas por llorar, te escuché suplicando por vivir», y ese sentimiento incómodo que a veces podemos tener cuando la voz en nuestra cabeza no es agradable. Estaba explorando algunas de las letras iniciales que había escrito en el estudio, y Michael me sugirió otras que reflejaran esta especie de adicción que sientes por alguien, porque lo que estás pidiendo es que te arreglen, que curen esta especie de adicción que tienes por esta persona. Eso es algo profundamente íntimo que alguien podría no pensar o sentir al trabajar conmigo, a menos que realmente me conozca. Más tarde, en el proceso de producción, comenzamos a añadir capas de instrumentos y sonidos, como gritos, gemidos y respiraciones, que luego distorsionamos completamente.

Por otro lado, sobre el proceso de producción, Cirkut explicó a la revista Billboard que su objetivo era «capturar la esencia inconfundible de Gaga y al mismo tiempo ofrecer algo que sonara contemporáneo». Añadió que «Disease» es un tema «atrevido, muy agresivo, y no diría que sea una canción "segura" o "agradable"» y que es «intensa y desafiante, pero precisamente eso es lo que la hace tan especial». También mencionó que, al tratarse de un artista establecido como Gaga, existía el reto de «encontrar el equilibrio entre lo familiar y lo novedoso, de hacer algo que respete su identidad sin caer en la repetición» y que, junto a Watt, quisieron añadir un «toque fresco y experimental». Ambos mezclaron su trasfondo roquero con guitarras pesadas y sintetizadores industriales, lo que llevó a «un tema de baile oscuro y audaz» y que el resultado «captura todo lo que define a Gaga: su dramatismo, su teatralidad y ese sonido potente y directo que impacta al oyente». En general, describió el proceso como «lleno de energía creativa y colaboración» y se aseguraron de que la canción «tuviera ese sello único que la hiciera destacar». La canción tiene una duración de tres minutos y 49 segundos, y se trata de un tema dance pop, EDM, synth pop, electropop e industrial cuya producción incluye ritmos industriales pesados y un bajo sintetizado, además de combinar elementos del pop, rock, dance y rage; algunos articulistas la compararon favorablemente con «Bad Romance» (2009) y con canciones de Born This Way (2011). La voz de la artista, especialmente en el estribillo, fue descrita como «rock y gutural», mientras que su energía y honestidad recibió comparaciones con la de temas de punk rock. Hacia el final de la canción, Gaga recurre al uso del falsete y gruñidos acompañada de un piano, descrito por The Independent como un final «con su característico dramatismo». Según la partitura publicada por Sony/ATV Music Publishing en el sitio Musicnotes, está escrita en la tonalidad de do mayor y tiene un tempo allegro de 120 pulsaciones por minuto, mientras que el registro vocal de Gaga se extiende entre el rango de do menor a do mayor.

## Recepción

### Comentarios de la crítica
«Disease» tuvo una respuesta mayormente favorable por parte de la crítica especializada. En el agregador de reseñas del sitio web Album of the Year, obtuvo una calificación de 88 puntos sobre 100 basada en cuatro reseñas profesionales. Varios críticos elogiaron aspectos como la producción y la voz de la artista, además de mencionar que se sale de los esquemas de los temas de corta duración hechos para ser virales, aunque tacharon la letra de ser «cliché». También señalaron similitudes con algunos de sus sencillos previos, especialmente «The Cure» y «Bad Romance», que destacaron como un regreso a los sonidos de sus primeros trabajos.
Stephen Daw de Billboard escribió que «el nuevo sencillo pop oscuro y contundente muestra a Gaga volviendo a los inicios de su carrera para recuperar la gloria de sus orígenes pop retorcidos. Con una producción pop recortada y atornillada cortesía de Andrew Watt y Cirkut, así como algunas voces de primer nivel de la propia Gaga, "Disease" es exactamente el tipo de creación pop melancólica que alimentará tus celebraciones de Halloween durante la próxima semana». Robin Murray de la revista Clash le dio 9 puntos de 10 y describió a Gaga como «una cura caótica en la sombría realidad de un mundo pop en pandemia», así como también mencionó que «"Disease" toma la electrónica de Chromatica y construye una arquitectura brutalista a su alrededor. En algunos lugares, es negro azabache, emocionante hasta lo extraño, lo remoto, lo incompatible. Y aun así, también es una canción pop impactante». El escritor Roisin O'Connor de The Independent la calificó con cuatro estrellas de cinco y destacó que era un «indicio excelente» de lo que sería el siguiente álbum de Gaga, además de elogiar aspectos como las harmonías, la producción y la voz de la artista. Alexis Petridis de The Guardian también le otorgó cuatro estrellas de cinco y sostuvo que:

«Disease» está muy bien producida, y si bien la canción no tiene la innegable, llamativa y clásica calidad de «Bad Romance» (carece del elemento sorpresa que se encuentra en el brillante cambio melódico y tonal de esa pista, de versos en tonos oscuros a un estribillo soleado al estilo de ABBA), su sonido y estado de ánimo excesivos, de «más es más», logran evocar recuerdos de Gaga de finales de los 2000 y aún encajan con el clima pop desordenado posterior a Brat. Lo cual tiene un sentido tenue: al llegar, con sus vestidos de carne y sus actuaciones en vivo ligeramente caóticas, salpicadas de sangre e inspiradas en el arte escénico del centro de la ciudad, Lady Gaga se sintió como una fuerza disruptiva, su efecto sacudidor en el pop no se alejaba un millón de millas del de Charli XCX este verano.

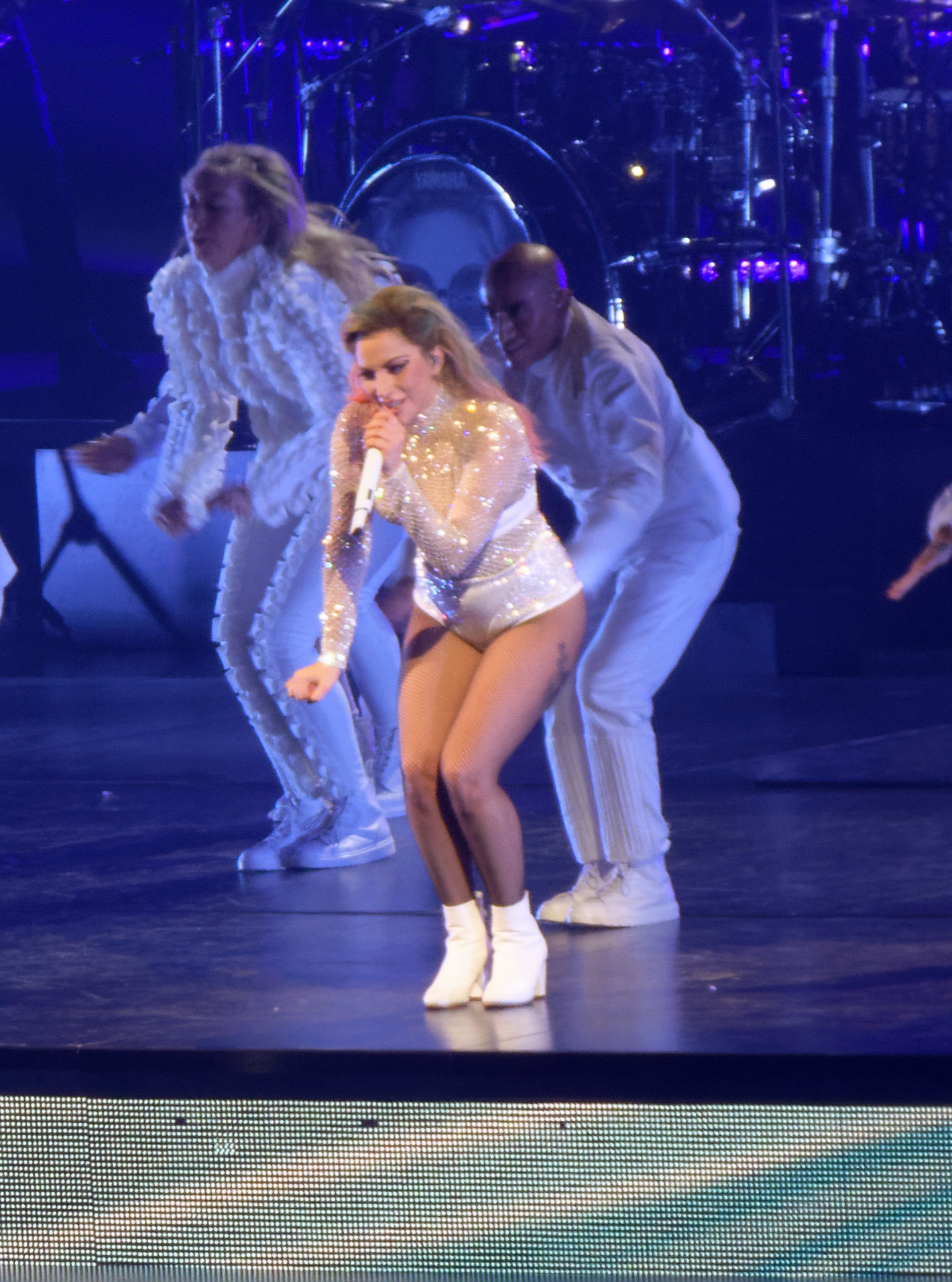
Varios críticos notaron similitudes entre «Disease» y «The Cure» por los temas que tratan.

India Block de Evening Standard le dio una calificación perfecta de cinco estrellas y la describió como «una canción pegadiza que exorciza esos demonios del amor» e indicó que se trata de «un éxito y es poco probable que nos recuperemos antes de que su nuevo álbum finalmente salga en febrero de 2025». Alexa Camp de Slant Magazine elogió la producción y comentó que su estilo recuerda a la música de los álbumes The Fame Monster (2009) y Born This Way (2011). Sin embargo, señaló que «la letra recurre en gran medida a clichés, pero la producción, de una profundidad casi cavernosa, es lo suficientemente satisfactoria como para sobrellevar frases como "puedo oler tu enfermedad"». Jon Blisteind de Rolling Stone la describió como «gloria pop maximalista» y expresó que «Gaga está lista para reclamar su corona como la reina del dark pop». El periódico The Times of India señaló que «con "Disease", Gaga demuestra su habilidad para crear temas tenebrosos con sonidos fantásticos y el resultado es una canción que suena inquietante y emocionante a la vez». El diario The Statesman sostuvo que es «pegadiza, oscura y trae de vuelta su música eléctrica y palpitante», además que «presenta letras oscuras y morbosas en su voz audaz y enigmática».
Nick Levine de BBC dijo que «Disease» se sale de los esquemas de los temas de corta duración hechos para ser virales en TikTok o Spotify y por ello «transmite una sensación real de confianza en uno mismo, una canción que no intenta en absoluto contenerse». Continuó explicando que «su atractivo se basa en la forma en que evoca los sencillos oscuros y deslumbrantemente maximalistas con los que Gaga se hizo famosa». En su reseña, también elogió «su coro grandilocuente», «sus estribillos vocales simples pero efectivos» y sus letras «melodramáticas sobre el potencial curativo del amor». Jordi Bardají de Jenesaispop señaló las influencias synth-pop de Born This Way (2011), pero aseveró que la producción «suena ligeramente refinada en comparación con la de aquel álbum» y elogió la voz de la artista al comentar que «no se corta vocalmente, tirando de un registro hosco y bruto que recuerda que ella es la "Madre Monstruo"». Alberto Palao de Los 40 mencionó que «Gaga vuelve a sus orígenes con este nuevo sencillo» y «ahora lleva a su máximo exponente, matizando la parte más electrónica. Un tema que a los Little Monsters le puede recordar incluso a ese "Born This Way" que ya se ha convertido en todo un himno». Chris Malone Mendez de la revista Forbes escribió que:

La canción es un regreso triunfal a la música para una artista plenamente realizada y lista para ejecutar su visión cuidadosamente elaborada. En términos de sonido, «Disease» representa la carrera de Gaga hasta este momento, combinando la producción innovadora de Artpop y Chromatica y el espíritu punk de The Fame Monster y Born This Way, del que los fanáticos se enamoraron la primera vez, para crear algo que se siente completamente nuevo e innovador incluso en el panorama pop cada vez más saturado de la década de 2020.

Marcus Wratten de la revista PinkNews colocó a «Disease» en la cuarta posición de su lista sobre los 7 mejores sencillos líderes de la artista y agregó que, aunque «no es una pieza maestra en términos de letra», es «su canción más macabra desde "Bad Romance"» y «Gaga está en su mejor momento cuando está oscura y delirante». Por otro lado, en una lista sobre toda la discografía de la artista, Kristen Hé de Vulture la colocó en el puesto número 15 entre más de 150 temas y expresó que «"Disease" golpea con la fuerza de un mazo de electropop», además de añadir que «Gaga ya no está consumida por la oscuridad, sino que la controla». La revista Consequence of Sound la nombró la canción de la semana del 19 al 25 de octubre de 2024 y escribió que «es un recordatorio de cuatro minutos de que la música pop es el lugar donde muchos elementos de la actuación tienen la oportunidad de fusionarse».
La revista Rolling Stone ubicó a «Disease» en el puesto número 17 de su lista de las 100 mejores canciones de 2024 y añadió que «ha parecido una eternidad desde que Lady Gaga dejó volar su bandera de pop extravagante. Es un regreso emocionante y muy bienvenido a su forma, mientras la estrella pop más aventurera canta sobre querer tu enfermedad. Es un recordatorio feroz y contundente de que Gaga es única».

### Rendimiento comercial
En su primera semana, «Disease» logró debutar en la decimocuarta posición del Global 200 y se convirtió en la segunda canción de Gaga en ingresar al top 20 desde la creación del listado en septiembre de 2020. En los Estados Unidos, debutó en el puesto número 27 del Billboard Hot 100, con lo que se convirtió en su vigésima segunda canción en ingresar al top 30 de la lista. Simultáneamente, debutó en el segundo puesto del Digital Songs, solo por debajo de «Die with a Smile» (2024), su colaboración con Bruno Mars. También alcanzó las posiciones dieciséis y diecisiete de los conteos radiales Adult Pop Songs y Pop Songs, respectivamente. En Canadá, entró en el puesto veintiocho de la lista Canadian Hot 100 y posteriormente recibió un disco de oro por parte de Music Canada tras superar las 40 mil unidades vendidas en el país. Por otro lado, en Brasil, debutó en el puesto veintiuno del Brasil Hot 100.
En el Reino Unido, debutó en la séptima posición del UK Singles Chart, lo que supuso el mayor debut de esa semana y la décima sexta canción de la artista en ingresar a los diez primeros. Después, obtuvo un disco de plata por la Industria Fonográfica Británica (BPI) tras superar las 200 mil unidades vendidas. En Irlanda, debutó en el puesto 11 en la lista Irish Singles Chart, mientras que en Grecia entró en el sexto lugar del top 100. Otros países de Europa donde también ingresó a sus conteos semanales fueron Alemania, Austria, España, Francia, Italia, los Países Bajos, Suecia y Suiza. Por otro lado, en Australia, debutó en el puesto número 39 en la semana del 1 de noviembre de 2024, lo que la convirtió en la trigésimo primera canción de Gaga en alcanzar el top 40 de la lista.

## Vídeo musical

### Producción
El 22 de octubre de 2024, la cantante publicó en sus redes sociales un adelanto del videoclip de «Disease», en el que aparecía corriendo frenéticamente con un vestido blanco mientras un automóvil la persigue por un barrio suburbano. La dirección quedó a cargo de la ucraniana Tanu Muino, mientras que la coreorafía de Parris Goebel. Parte de la filmación tuvo lugar durante tres días en un antiguo hospital psiquiátrico en Pasadena. Por otro lado, el maquillaje quedó a cargo de Sarah Tanno, quien utilizó productos de Haus Labs y otros complementos como sangre falsa; Ruby Feneley de la revista Elle notó que el maquillaje tuvo un papel importante en la caracterización de los demonios en el videoclip. Los diferentes atuendos utilizados fueron confeccionados por varios diseñadores, entre ellos Peri Rosenzweig, Nick Royal, Charles de Vilmorin y Comme des Garçons. El día del estreno de la canción, un vídeo lírico fue publicado a través de YouTube; en este, la letra es desplegada en una televisión retro con una estética de terror y que presenta problemas de transmisión conforme el ritmo de la canción se intensifica. El videoclip se estrenó el 29 de octubre a través del canal de YouTube de la artista.

### Trama
El concepto del video gira en torno a Gaga enfrentándose a múltiples facetas de sí misma, representadas por versiones macabras y monstruosas que reflejan la lucha interna por controlar sus miedos más profundos. Profundiza en la confrontación con la propia oscuridad y los desafíos emocionales que esto implica, además que desarrolla una narrativa visual en la que el terror psicológico actúa como hilo conductor y conecta escenarios inquietantes que simbolizan su batalla personal y proceso de autoconocimiento. Una figura misteriosa conduce un auto por un suburbio, y al alejarse la cámara, se revela que Gaga está acostada sobre el capó, con la nariz sangrando y un aire inquietante mientras canta la primera estrofa. La figura al volante, una versión oscura y demoníaca de la cantante en un atuendo negro, representa el control que ella ejerce sobre sus emociones más oscuras y simboliza que es tanto guardiana como prisionera de sus propios demonios. En una escena posterior, Gaga se atropella a sí misma mientras lleva un camisón floral, como si acechara una versión más inocente y vulnerable de ella misma. Luego, lucha con una faceta de su personalidad que evoca la estética de Artpop (2013).
Durante el segundo estribillo, la ambientación cambia a un espacio sombrío, donde otra versión de Gaga, encadenada, aparece vestida con ropa interior blanca y llena de cicatrices. Ella se para literalmente sobre otra versión de sí misma, mientras la verdadera Gaga observa desde la distancia, como una espectadora de su propia lucha interna. En el puente de la canción, la figura demoníaca, con una máscara ajustada con cierre y un largo vestido negro de tafetán de seda, abraza a Gaga, pero ella logra liberarse y continuar su huida. El video culmina con Gaga cantando y bailando mientras dos paredes se cierran lentamente a su alrededor en referencia a su claustrofobia, mientras usa un vestido de malla degradado que simboliza, una vez más, el contraste entre luz y oscuridad. La cantante acepta que el caos forma una parte intrínseca de su ser, imposible de vencer o escapar, ya que es algo que está tan arraigado en sí misma que es imposible de vencer.

### Recepción pública y crítica
En términos generales, el videoclip tuvo una buena recepción tanto del público como de la crítica. Christian Allaire de la revista Vogue afirmó que «Mother Monster no decepcionó, ofreciendo una fantasía de moda retorcida, a partes iguales glamorosa y grotesca, evocando la estética oscura del pop que canalizó en la era de The Fame Monster (2009) hace más de una década», además de destacar los trajes y maquillajes, que calificó como «vanguardistas y absolutamente fabulosos», y consideró el video como uno de los mejores del año. Sebastian Alonso de Jenesaispop comentó que «si "Disease" es una palabra que todos asociamos a "Bad Romance" (2009), y el sonido del tema recuerda a "Born This Way" (2011), el verdadero precedente del vídeo de esta canción —por encima incluso de "Marry the Night" (2011) o "Judas" (2011)— parece "911" de Chromatica (2020)». Por su parte, Erica Gonzales de la revista Elle lo describió como «inquietante» y resaltó las visuales musicales junto al drama y la teatralidad característicos de la cantante, que definió como «una auténtica película de terror en tan solo cinco minutos». Matthew Velasco de la revista W lo calificó como «cinemático, similar a la experiencia de ir a un teatro» y lo comparó favorablemente con «Alejandro» (2009) y «Bad Romance» (2009). Flisadam Pointer del sitio web de noticias Uproxx destacó la interpretación de Gaga, la producción y los «extravagantes» cambios de vestuario, así como su teatralidad y afirmó que «Gaga se luce por completo en el inquietante videoclip, donde los rápidos paneos, cambios de personaje y actuación corporal hacen casi imposible apartar la vista de la pantalla».
Dylan Kickham de Nylon comparó la dirección artística, orientada hacia el terror, con trabajos previos de Gaga, entre ellos su sencillo «Bloody Mary» (2011), y destacó que «profundiza en una estética oscura y monstruosa que sugiere el regreso de su alter ego Mother Monster». Danielle Chelosky de la revista Stereogum encontró similitudes estilísticas con la película gótica Edward Scissorhands (1990). Por su parte, Jamie Tabberer de la revista Attitude lo calificó de «oscuro», «retorcido» y «profundamente personal», además de señalar que «estos encuentros perturbadores convierten el entorno suburbano cotidiano del video en algo parecido a una película de terror». Clara Hernández de la revista francesa Madame Figaro elogió los elementos cinematográficos y la estética de terror, y comentó que «Lady Gaga revive su faceta más cinematográfica y agónica en el video de "Disease", combinando una narrativa oscura con una atmósfera de terror que ha encantado a los seguidores. Los usuarios en redes han aclamado el regreso a su estilo de pop electrónico clásico, destacando los impactantes atuendos y la intensidad visual del video». Según Juan Cruz Maraddón del diario Alfil, «Disease» parece un «regreso a las fuentes» para Gaga, con un video «sangriento y provocativo» lleno de referencias al sadomasoquismo y al gore que marcaron su estilo en sus inicios. El 7 de febrero de 2025, el videoclip de «Disease» recibió el premio a mejor video en solitario, a nivel internacional, en los MTV Video Music Awards Japan.

## Promoción

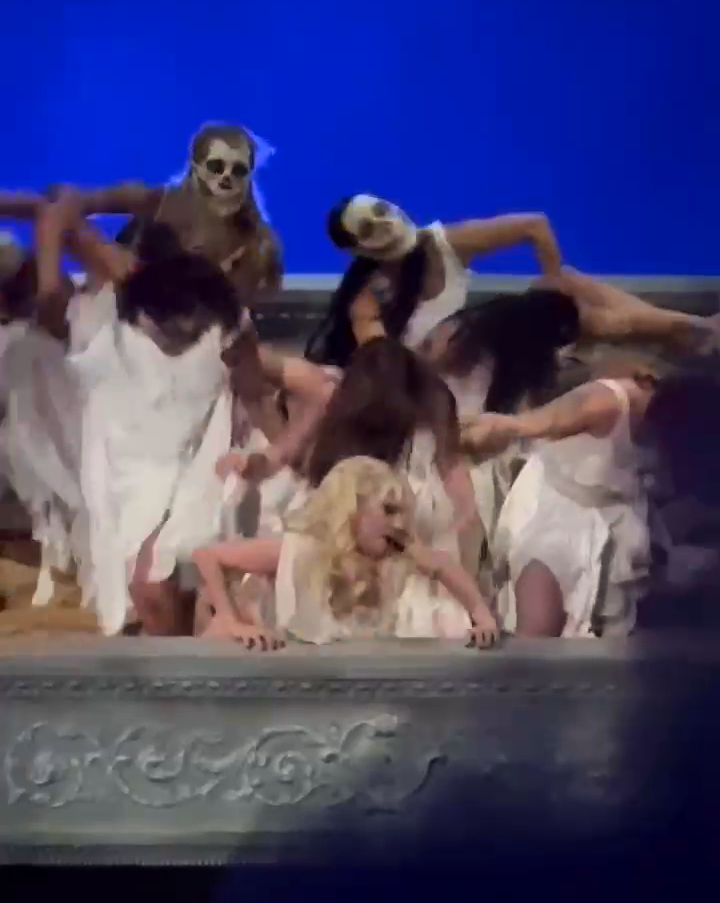
Gaga interpretando «Disease» en su concierto en Río de Janeiro en 2025.

El 13 de noviembre de 2024, la cantante estrenó a través de su canal de YouTube una versión acústica en vivo de la canción, titulada «Disease (The Antidote Live)», grabada en el Woodshed Studios de Malibú. Simultáneamente, la versión acústica junto con la canción original y su respectivo video musical en un EP homónimo. En el video Gaga aparece con el cabello teñido de azul oscuro y las cejas decoloradas, mientras toca un piano de cola negro, además de estar acompañada por una guitarra acústica y la pista de fondo. Al respecto, la revista Billboard destacó su voz y añadió que «transforma la canción en una balada oscura y turbulenta». Una semana después, el 20 de noviembre, presentó otra versión titulada «Disease (The Poison Live)», en la que interpretó una versión más agresiva de la canción con guitarra eléctrica, asistida por el guitarrista Tim Stewart. En diciembre, Fortnite incorporó «Disease» al repertorio de canciones de la cantante como parte del Fortnite Festival, en el cual Gaga sirvió como la artista principal a principios de 2024. Ese mismo mes, la interpretó como parte del especial navideño de Carpool Karaoke, un segmento del programa The Late Late Show with James Corden, estrenado en la plataforma Apple TV+, además de cantar «Die with a Smile» y «Highway to Hell» junto a Brian Johnson.
Posteriormente, presentó «Disease» durante el festival de Coachella el 11 de abril de 2025, en el marco de los conciertos promocionales de Mayhem, una serie de espectáculos que continuaron en México, Brasil y Singapur. En la actuación, usó un vestido blanco y simuló una resurrección mientras cantaba sobre una tumba. Lucas Vieira de Billboard Brasil destacó la interpretación como uno de los momentos más destacados del espectáculo.

## Posicionamiento en listas

### Semanales
| Alemania        | German Singles Chart          | 70  |
| Australia       | ARIA Top 50 Singles           | 39  |
| Austria         | Ö3 Austria Top 40             | 52  |
| Brasil          | Brasil Hot 100                | 21  |
| Canadá          | Canadian Hot 100              | 28  |
| Corea del Sur   | BGM Chart                     | 152 |
| Eslovaquia      | Singles Digitál Top 100       | 40  |
| España          | Top 50 Canciones              | 58  |
| Estados Unidos  | Billboard Hot 100             | 27  |
| Estados Unidos  | Digital Songs                 | 2   |
| Estados Unidos  | Adult Pop Songs               | 16  |
| Estados Unidos  | Pop Songs                     | 17  |
| Estonia         | Eesti Tipp-40                 | 83  |
| Finlandia       | Suomen Virallinen Singlelista | 40  |
| Francia         | French Singles Chart          | 66  |
| Grecia          | Digital Singles Chart         | 6   |
| Irlanda         | Irish Singles Chart           | 11  |
| Italia          | Top Singoli                   | 53  |
| Letonia         | Latvijas Top 40               | 14  |
| Lituania        | AGATA Top 100                 | 26  |
| Mundo           | Global 200                    | 14  |
| Mundo           | Global Excl. US               | 13  |
| Países Bajos    | Single Top 100                | 54  |
| Polonia         | Polish Streaming Top 100      | 43  |
| Portugal        | Portuguese Singles Chart      | 25  |
| Reino Unido     | UK Singles Chart              | 7   |
| República Checa | Singles Digitál Top 100       | 58  |
| San Marino      | SMRRTV Top 50                 | 9   |
| Suecia          | Sverigetopplistan             | 53  |
| Suiza           | Schweizer Hitparade           | 27  |

### Certificaciones
| País        | Organismo certificador | Certificación | Ventas certificadas | Ref.    |
| ----------- | ---------------------- | ------------- | ------------------- | ------- |
| Brasil      | Pro-Música Brasil      | 2× Platino    | 80 000              | [ 122 ] |
| Canadá      | Music Canada           | Oro           | 40 000              | [ 53 ]  |
| Francia     | SNEP                   | Oro           | 100 000             | [ 123 ] |
| Reino Unido | BPI                    | Plata         | 200 000             | [ 55 ]  |

## Premios y nominaciones
| Año  | Premiación                   | Categoría                                | Resultado | Ref.           |
| ---- | ---------------------------- | ---------------------------------------- | --------- | -------------- |
| 2025 | MTV Video Music Awards Japan | Mejor vídeo en solitario - Internacional | Ganador   | [ 88 ] [ 124 ] |

## Créditos y personal
| - Lady Gaga - Composición, letra, producción, sintetizadores, voz - Andrew Watt - Composición, letra, producción, bajo, batería, guitarra, percusión, sintetizador - Bryce Bordone - Asistente de mezcla - Cirkut - Composición, letra, producción, batería, programación, sintetizador, teclados - Marco Sonzini - Ingeniero adicional | - Michael Polansky - Composición, letra - Paul Lamalfa - Ingeniero - Randy Merrill - Masterización - Serban Ghenea - Mezcla - Tommy Turner - Asistente de ingeniero de grabación - Tyler Harris - Asistente de ingeniero de grabación |

Fuente: Discogs.

## Historial de lanzamientos
| País           | Fecha                   | Formato                     | Versión                       | Discográfica       | Ref.    |
| -------------- | ----------------------- | --------------------------- | ----------------------------- | ------------------ | ------- |
| Mundo          | 25 de octubre de 2024   | Descarga digital, streaming | «Disease»                     | Interscope Records | [ 126 ] |
| Estados Unidos | 25 de octubre de 2024   | Contemporary hit radio      | «Disease»                     | Interscope Records | [ 127 ] |
| Italia         | 25 de octubre de 2024   | Airplay                     | «Disease»                     | Universal          | [ 128 ] |
| Mundo          | 13 de noviembre de 2024 | Descarga digital, streaming | «Disease (The Antidote Live)» | Interscope Records | [ 91 ]  |
| Mundo          | 20 de noviembre de 2024 | Descarga digital, streaming | «Disease (The Poison Live)»   | Interscope Records | [ 129 ] |

## Formatos
- «Disease»[126]

| N.º | Título    | Duración |  |
| 1.  | «Disease» | 3:49     |  |

- «Disease (The Antidote Live)»[91]

| N.º   | Título                                     | Duración |  |
| 1.    | «Disease»                                  | 3:49     |  |
| 2.    | «Disease (The Antidote Live)»              | 4:34     |  |
| 3.    | «Disease (The Antidote Live Instrumental)» | 4:34     |  |
| 4.    | «Disease (Video)»                          | 4:21     |  |
| 5.    | «Disease (The Antidote Live Video)»        | 4:32     |  |
| 20:72 |                                            |          |  |

- «Disease (The Poison Live)»[129]

| N.º   | Título                                     | Duración |  |
| 1.    | «Disease»                                  | 3:49     |  |
| 2.    | «Disease (The Poison Live)»                | 4:51     |  |
| 3.    | «Disease (The Antidote Live)»              | 4:34     |  |
| 4.    | «Disease (The Poison Live Instrumental)»   | 4:51     |  |
| 5.    | «Disease (The Antidote Live Instrumental)» | 4:34     |  |
| 6.    | «Disease (Video)»                          | 4:21     |  |
| 7.    | «Disease (The Poison Live Video)»          | 5:05     |  |
| 8.    | «Disease (The Antidote Live Video)»        | 4:32     |  |
| 36:37 |                                            |          |  |